# Root
För andra betydelser, se Root (olika betydelser).
root är de facto-standard för och det gängse namnet på administratörskontot i Unix och Unixliknande operativsystem. En användare som är (eller kan bli) root kan göra vad som helst med systemet. Internt använder operativsystemkärnan och de flesta bibliotek och datorprogram användarnumret (uid) och det avgörande för kontots rättigheter är att användarnumret är 0.
Kontot roots hemkatalog är vanligen /root. Orsaken till att administratörens hemkatalog inte befinner sig under /home, som de övriga användarnas, är att /home kan finnas på en annan partition, eventuellt ansluten via en annan dator (se NFS). Genom att /root ligger på samma partition som / finns katalogen tillgänglig genast vid start och också i problemsituationer.
Root är också benämningen på den högsta nivån i filträdet. Sökvägen till denna punkt är ett framåtlutat snedstreck "/". Det utläses "root" (vilket kan ge upphov till hopblandning med sökvägen till roots hemkatalog) eller försvenskat "rotkatalogen" eller "roten".